# Весёлая Балка (Николаевская область)
Весёлая Балка (укр. Весела Балка) — село в Казанковском районе Николаевской области Украины.
Основано в 1923 году. Население по переписи 2001 года составляло 452 человек. Почтовый индекс — 56030. Телефонный код — 5164. Занимает площадь 0,336 км².

## Местный совет
56030, Николаевская обл., Казанковский р-н, с. Весёлая Балка, ул. Мира, 4